# Pascal Jolyot
Pascal Jolyot   (Fontainebleau, 26 de juliol de 1958) és un tirador d'esgrima francès, ja retirat, especialista en floret, que va competir durant les dècades de 1970 i 1980.
El 1980 va prendre part en els Jocs Olímpics d'Estiu de Moscou, on disputà dues proves del programa d'esgrima. En la prova del floret per equips guanyà la medalla d'or, mentre en la del floret individual guanyà la de plata. Quatre anys més tard, als Jocs de Los Angeles, guanyà la medalla de bronze en la prova del floret per equips, mentre en la del floret individual fou eliminat en sèries.
En el seu palmarès també destaquen tres medalles de plata al Campionat del món d'esgrima entre les edicions de 1978 i 1982.